# В мире будущего
В мире будущего — фантастический роман Николая Шелонского, опубликованный в 1892 году.

## Сюжет
В конце XIX века русские учёные Яблонский, Маркович и Чеботарев отправляются в путешествие по Индии (Гхарапури — «город пещер»), где пытаются расшифровать письмена древнего факира Дараайена. В затерянной пещере они обнаруживают склад золота, который позволяет им реализовать смелые научные планы. При помощи изобретателя Пояркова учёные строят «воздушный корабль» «Марс» и отправляются исследовать Арктическую область. Там они обнаруживают материк с оазисом из хвойных деревьев. Под троекратное «Ура!» путешественники водружают русский флаг над Северным полюсом. В результате аварии учёные вынуждены задержаться на материке Северного полюса, где они обнаруживают две реки, которые нарекают «Северной Волгой» и «Полярной». Затем путешественники исследуют подземные пещеры, обнаруживая подземную растительность, живого плезиозавра и «птицегада».
Оказавшись в гробнице Дараайена, они теряют сознание, погружаются в состояние летаргии и пробуждаются лишь спустя 1000 лет. На поверхности группа учёных (Яблонский, Самойлова, Лекомб и Муррей) видит берёзу и встречает незнакомцев, хорошо знающих русский язык. На дворе 2892 год. В будущем исчезли города и крупные производства, люди отказались от мяса и вооружений. Продолжительность жизни существенно выросла. Англия отстала в развитии, тогда как Китай вырвался вперед и поглотил Южную Америку, а Германия прекратила свое существование. Индия обрела независимость от Англии. Ведущими странами стали Франция и Россия, которые объединили свои усилия. Население России достигло 800 млн человек. Человеческие общества состоят из больших семей по 200—300 человек. Люди будущего (семья Атоса) встречают путешественников хлебом-солью «по старинному русскому обычаю». Яблонский с товарищами оказывается в огромном доме со стеклянными стенами, где его внимание привлекает «электровозбудитель». Его спутница Вера Самойлова облачается по последней моде в облегающую кофточку, «коротенькую юбку» и высокие штиблеты. Главным праздником России будущего является 15 июля — «память крещения Руси» и путешественники на воздушных кораблях со скоростью 1500 верст в час летят в Москву. На музыкальном инструменте будущего Яблонский исполняет романс Я помню чудное мгновенье…. При подлете к Москве путешественники видят Волгу, Оку и «золотые главы кремлёвских соборов». Однако Яблонского удивляет наличие в Москве пальм. Яблонский и Самойлова сочетаются узами брака.
После церемонии Муррея на «воздушном корабле» доставляют в Лондон, где проживает около 30 млн человек. Местные власти встречают своего соотечественника настороженно. Муррея впечатляют огромные пятнадцатиэтажные здания и подземные трубы для сообщения с разными концами города. Россию и Францию в Англии считают нецивилизованными странами, так как там нет промышленности и городов. В кафе Муррей знакомится с антивоенным активистом, который призывает пришельца из XIX века выступить на антивоенном митинге. Мероприятие срывается, а Муррея высылают из страны.
В Эпилоге Англия вступает в войну с «русско-французской милицией», однако «волны электрической энергии» уничтожают несколько английских армий. Муррей находит утешение в приготовлении питательных веществ из неорганических соединений, которые должны предотвратить появление войн в будущем. Он вновь встречается со своими товарищами: Яблонским, его женой Верой и Лекомбом.

## Прогнозы
Шелонский смог предсказать появление телевизора (телефон), ксерокопирования, сверхзвукового полета и открытие плазмы.

## Издания
- Шелонский Н. Н. В мире будущего : Фантастический роман в пяти выпусках / Художник А. Э. Гофман. — М.: Тип. И. Д. Сытина и Ко, 1892. — 320 с. — (Ежемесячное приложение к журналу «Вокруг света» № 1-5, январь-май).
- Шелонский Н. В мире будущего. М: Престиж Бук 2014. ISBN 978-5-371-00388-1